# Porslinsrummet

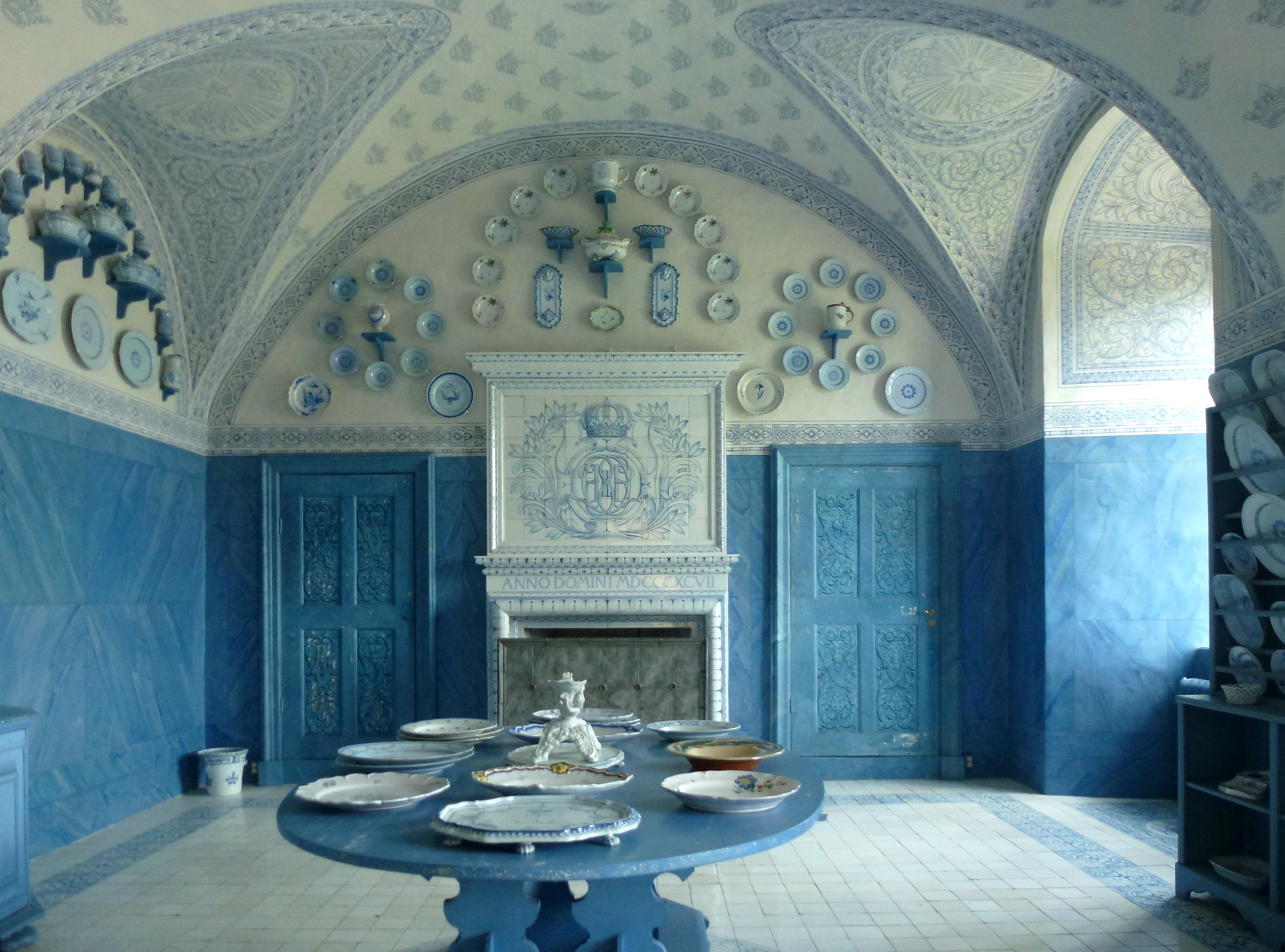
Porslinsrummet med öppna spisen.

Porslinsrummet är ett utställningsrum i Drottningholms slott. Rummet inreddes på initiativ av Oscar II för hans samling av fajanser från 1700-talet och stod klart 1897.
Rummets färgskala är hållen i blåa nyanser och väggdekoren, som var en gåva från slottets tjänstemän till kungens 25-åriga regeringsjubileum, ritades av arkitekt Agi Lindegren. I takets mitt syns stora riksvapnet och på öppna spisens front finns kungens krönta spegelmonogram O II R S (Oscar II Rex Sueciae). Därunder står Anno Domini MDCCCXCVII (1897), årtalet då rummet stod färdigt.
Merparten av samlingens fajanser ingår i den så kallade Nordstjärneservisen och är tillverkade vid Rörstrands porslinsfabrik på 1700-talets mitt. Nordstjärnan användes från slutet av 1600-talet som symbol för den svenske kungen. I rummets centrum står ett ovalt bord med större fat från Rörstrand och Mariebergs porslinsfabrik. Den vita bordsuppsatsen på platå som syns mitt på bordet är tillverkat på Rörstrand år 1770.
Ovanför öppna spisen finns bland annat två avlånga lampetter i blå-vit fajans från Rörstrand, själva ljushållarna saknas dock. Framför spisens gnistskärm står en nattstolshink (insatsen till dåtidens toalettstol), den är tillverkad på Rörstrand i vit fajans med blå blomsterdekor.